# Šoltýska
Šoltýska és un poble i municipi d'Eslovàquia que es troba a la regió de Banská Bystrica.

## Història
La primera menció escrita de la vila es remunta al 1796.

## Demografia
| Godina             | 1994 | 2004    | 2014    | 2024    |
| ------------------ | ---- | ------- | ------- | ------- |
| Nombre de persones | 184  | 156     | 120     | 71      |
| Diferència         |      | −15,21% | −23,07% | −40,83% |

| Godina             | 2023 | 2024   |
| ------------------ | ---- | ------ |
| Nombre de persones | 73   | 71     |
| Diferència         |      | −2,73% |